# Saint-Martin-d'Août
Saint-Martin-d'Août este o comună în departamentul Drôme din sud-estul Franței. În 2009 avea o populație de 398 de locuitori.

## Evoluția populației
| An        | 1975 | 1982 | 1990 | 1999 | 2006 | 2009 |
| --------- | ---- | ---- | ---- | ---- | ---- | ---- |
| Populație | 240  | 246  | 258  | 296  | 351  | 398  |